# 本內特山
84°49′S 178°55′W / 84.817°S 178.917°W
本內特山（英語：Mount Bennett）是南極洲的山峰，位於杜費克海岸，處於博伊德山以東6公里，屬於毛德王后山脈中安德森高地的一部分，海拔高度3,090米，由美國探險隊發現。